# Bustos, Troviscal e Mamarrosa
Bustos, Troviscal e Mamarrosa (llamada oficialmente União das Freguesias de Bustos, Troviscal e Mamarrosa) es una freguesia portuguesa del municipio de Oliveira do Bairro, distrito de Aveiro.

## Historia
Fue creada el 28 de enero de 2013 en aplicación de una resolución de la Asamblea de la República de Portugal promulgada el 16 de enero de 2013 con la unión de las freguesias de Bustos, Mamarrosa y Troviscal, pasando su sede a estar situada en la antigua freguesia de Bustos.

## Demografía
| Gráfica de evolución demográfica de Bustos, Troviscal e Mamarrosa entre 2011 y 2021 |
|                                                                                     |
| Datos según el nomenclátor publicado por el INE portugués.                          |